# Frida 1967-1972
A Frida 1967–1972 című válogatásalbum egy 1997-ben kiadott kiadvány, mely a svéd énekesnő Anni-Frid Lyngstad az ABBA előtti szólókarrierjének felvételeit tartalmazza. Az eddig többségében albumon eddig nem publikált felvételek között 10 – eddig csak 7" inches kislemezen – megjelent dalok, valamint ritka rádiós és televíziós felvételek, valamint debütáló albumát a Frida tartalmazza.

## Története
1967. szeptember 3.-án Frida elnyerte a "New Faces" című svédországi dalversenyt, melyet az EMI rendezett Stockholmban. Az első díj az EMI Svédországi kiadójával egy lemezszerződés volt. Frida számára a győzelem titka az volt, hogy ugyanazon az estén egy nagy televíziós műsorban is fellépett.Ez ugyanazon a napon történt, amikor a svéd közlekedésben áttértek a jobb kormányról a bal kormányos közlekedésre. Azon a vasárnap este Frida a svéd televízióban elénekelte az En ledig dag című dalt, melynek következménye az volt, hogy több lemezkiadó is megkereste Fridát. Az EMI kiadó attól tartott, hogy elveszíthetik az új énekest, és az EMI egészen Frida otthonáig ment Eskilstuna városáig, ahol szerződést is kötöttek.
Ezekben a korai években Lyngstad több rádió és TV felvételt készített Svédországban, és öt éves szerződést bontott fel, mielőtt a Polar Musichoz szerződött volna, majd 1972-ben csatlakozott az ABBA-hoz.
1967. szeptember 11.-én Frida az Európai Filmstúdióban felvette az En ledig dag című dalt, szinte egy nap alatt, és a kislemez B. oldalán található "Peter Kom Tillbaka" című dal is ekkor készült el. 1969-ben svéd nyelven énekelt az Eurovíziós Dalversenyen, és a "Härlig Är Vår Jord" című dallal 4. helyezést ért el. Ezen a válogatás albumon első debütáló albuma a Frida, valamint az első helyezést elért Svenkstoppen slágerlistás "Min Egen Stad" című dal is szerepel.
A válogatáslemez  tartalmaz egy duettet az "En Kväll Om Sommar'n" / "Vi Vet Allt Men Nästan Inget" melyet Lars Berghagenrel énekessel rögzítettek még 1971 tavaszán, egy svéd nyári turné népszerűsítésére, mely eredetileg a Polydor kiadónál jelent meg.
A "Barnen Sover" című dal 1970. szeptember 29.-én került rögzítésre a Våra Favoriter című rádióműsorban. Ez volt az első nyilvános megjelenése együtt a 4 ABBA tagnak, mint kvartett, röviddel a Festfolket túra előtt.

## Számlista

### CD 1
1. "En Ledig Dag" ("Weekend in Portofino") (Matteo Chiosso, Bruno Defilippi, Bengt Sten) – 2:55
2. "Peter Kom Tillbaka" ("Junge, Komm Bald Wieder") (Lotar Olias, Olle Bergman) – 3:07
3. "Din" ("Quiereme Mucho") (Gonzalo Roig, Jerico) – 2:39
4. "Du Är Så Underbart Rar" ("Can't Take My Eyes Off You") (Bob Crewe, Bob Gaudio, B.S. Bimen) – 3:17
5. "Simsalabim" (Gunnar Sandevärn) – 2:30
6. "Vi Möts Igen" ("Where Are They Now?") (Bradford Craig, Ty Whitney, Bengt Haslum) – 3:18
7. "Mycket Kär" ("Non Illuderti Mai") (Daniele Pace, Mario Panzeri, Lorenzo Pilat, Stikkan Anderson) – 2:25
8. "När Du Blir Min" ("The Lonesome Road") (Nat Shilkret, Olle Bergman) – 2:09
9. "Härlig Är Vår Jord" (Ivan Renliden) – 2:42
10. "Räkna De Lyckliga Stunderna Blott" (Jules Sylvain, Karl-Ewert) – 2:38
11. "Så Synd Du Måste Gå" ("Comment te dire adieu?"/"It Hurts To Say Goodbye") (Jack Gold, Arnold Golan, Stikkan Anderson) – 2:24
12. "Försök Och Sov På Saken" ("Surround Yourself with Sorrow") (Bill Martin, Phil Coulter, Bo-Göran Edling) – 2:40
13. "Peter Pan" (Benny Andersson, Björn Ulvaeus) – 2:09
14. "Du Betonar Kärlek Lite Fel" (Peter Himmelstrand) – 2:29
15. "Där Du Går Lämnar Kärleken Spår" ("Love Grows (Where My Rosemary Goes)") (Barry Mason, Tony Macaulay, Olle Bergman) – 2:43
16. "Du Var Främling Här Igår" ("I Close My Eyes And Count To Ten") (Clive Westlake, Patrice Hellberg) – 3:32
17. "Tre Kvart Från Nu" (Melody in F) (Anton Rubinstein, Peter Himmelstrand) – 3:14
18. "Jag Blir Galen När Jag Tänker På Dej" ("Goin' Out of My Head") (Teddy Randazzo, Robert Weinstein, Stikkan Anderson) – 3:27
19. "Lycka" (Björn Ulvaeus, Benny Andersson, Stikkan Andersson) – 2:59
20. "Sen Dess Har Jag Inte Sett 'En" (Trad. arr. Claes Rosendahl, Lars Berghagen) – 2:10

### CD 2
1. "En Ton Av Tystnad" ("The Sound of Silence") (Paul Simon, Owe Junsjö) – 3:58
2. "Suzanne" (Leonard Cohen, Owe Junsjö) – 4:07
3. "Allting Skall Bli Bra" / "Vad Gör Jag Med Min Kärlek?" ("Everything's Alright"/"I Don't Know How to Love Him" from Jesus Christ Superstar) (Tim Rice, Andrew Lloyd Webber, Owe Junsjö) – 6:14
4. "Jag Är Beredd"  ("And I'll Be There") (Paul Leka, Denise Gross, Stikkan Anderson)  – 2:38
5. "En Liten Sång Om Kärlek" ("Five Pennies Saints") (Sylvia Fine, Lars Berghagen) – 2:25
6. "Telegram Till Fullmånen" (Cornelis Vreeswijk, Georg Riedel(wd)) – 1:59
7. "Barnen Sover" (Peter Himmelstrand) – 3:35
8. "En Kväll Om Sommar'n" (duet with Lars Berghagen) ("Changes") (Phil Ochs, Lars Berghagen) – 2:08
9. "Vi Vet Allt, Men Nästan Inget" (duet with Lars Berghagen) (Lars Berghagen) – 3:32
10. "Min Egen Stad" (Benny Andersson, Peter Himmelstrand) – 3:00
11. "En Gång Är Ingen Gång" ("There Goes My Everything") (Dallas Frazier, Stikkan Anderson) – 2:46
12. "Vi Är Alla Bara Barn I Början" (Benny Andersson, Björn Ulvaeus) – 3:12
13. "Kom Och Sjung En Sång" ("No Sad Song") (Carole King, Toni Stern, Stikkan Andersson) – 3:43

#### Bónusz felvételek (TV-s előadások, rádiós felvételek 1970)
1. "Att Älska I Vårens Tid" (Gunnar Nystroem, Gösta Rybrant) – 2:41
2. "Ole Lukköje" (Ingrid Almqvist, Ingemar Malmström) – 1:50
3. "Vad Gör Det Att Vi Skiljs För I Afton" (Nils Jolinder, Karl-Ewert) – 2:18
4. "Min Soldat" (Nils Perne) – 2:30
5. "Barnen Sover" (Live) (Peter Himmelstrand) – 3:40

## Közreműködő előadók
- Olle Bergman – felvételvezető (CD1: 1.-12. dalok)
- Benny Andersson – producer (CD1: 13.-16. dalok, CD2: 1.-7., 10.-13. dalok)
- Lars Berghagen – producer (CD2: 8. & 9. dalok)
- CD2, 14.-17. dalok tv előadásokbólNär Stenkakan Slog, svéd rádió 1970
- CD2, 18. dal rádió műsorokból Våra Favoriter, svéd rádió 1970